# 아르바크와 알스비드

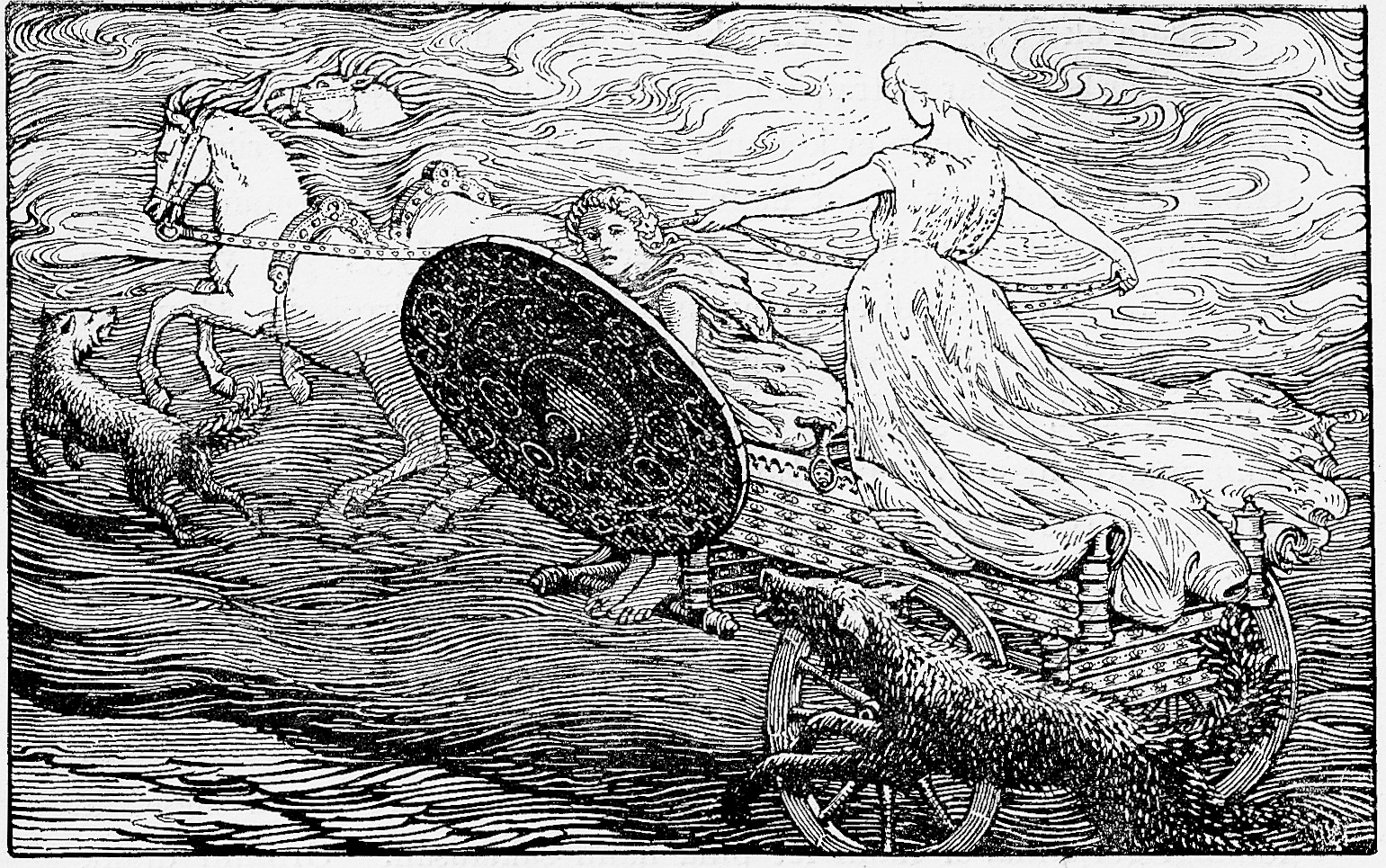

아르바크(고대 노르드어: Árvakr)와 알스비드(고대 노르드어: Alsviðr)는 북유럽 신화에서 태양의 여신 솔의 채리엇을 끄는 말이다. 신들은 이 두 마리의 말의 어깨 아래에 풀무를 끼워넣어 열기를 식힌다고 한다.

## 같이 보기
- 아슈빈

## 참고 자료
- Simek, Rudolf (2007) translated by Angela Hall. Dictionary of Northern Mythology. D.S. Brewer. ISBN 0-85991-513-1